# 坎貝爾縣 (田納西州)
坎貝爾縣（英語：Campbell County）是美國田納西州北部的一個縣，北鄰肯塔基州。面積1,290平方公里。根据美國2000年人口普查，共有人口39,854人。縣治傑克斯伯勒 （Jacksboro）。
成立於1806年9月11日。縣名來源有二：一為富蘭克林州的支持者阿瑟·坎貝爾；二為聯邦參議員、財政部長喬治·華盛頓·坎貝爾。